# Steve West (musicien)
Steve West (né le 8 décembre 1966 à Charlottesville, en Virginie) est un batteur et chanteur américain, plus connu pour sa collaboration avec le groupe de rock indépendant Pavement. 

## Biographie
Steve West suit ses études secondaires à la Trinity High School de Richmond, en Virginie. Pendant ses études, il joue de la batterie au sein de Stalingrad aux côtés de John Smith (chant), Hanby Carter (basse) et Rob Williams (guitare). Stalingrad donne des concerts dans lors de soirées de son lycée et dans des petites boîtes de Richmond et de ses environs. En 1986, Stalingrad devient Contoocook Line et part en tournée dans le Sud-Est des États-Unis. En 1987, la formation sort un album, Oliver's Garden, chez Rughead Records. 
En 1990, Contoocook Line s'installe à New York, où West se lie alors d'amitié avec des membres de Pavement. En 1991, Contoocook Line se sépare. Deux ans plus tard, West remplace le batteur Gary Young au sein de Pavement, jusqu'à la séparation du groupe en 1999. En 1997, West sort un premier album, Sauckiehall Street, avec son propre groupe Marble Valley, dont il est le chanteur. La formation sort quatre autres album, à savoir Sunset Sprinkler (2000), Wild Yams (2006), Slash & Laugh (2008), Super Sober EP (2010) et Breakthrough (2011).